# Гешева, Ваня
Ва́ня Атана́сова Ге́шева-Цветко́ва (болг. Ваня Атанасова Гешева, 6 апреля 1960, Брестовица) — болгарская гребчиха-байдарочница, выступала за сборную Болгарии в период 1977—1988 годов. Чемпионка летних Олимпийских игр в Сеуле, чемпионка мира, многократная победительница регат национального значения. Также известна как управляющая в области спорта и спортивный чиновник.

## Биография
Ваня Гешева родилась 6 апреля 1960 года в селе Брестовица Пловдивской области. Активно заниматься греблей начала в раннем детстве, проходила подготовку в спортивном училище «Левски» в Пловдиве под руководством тренера Надежды Василевой.
Первого серьёзного успеха на взрослом международном уровне добилась в 1977 году, когда впервые попала в основной состав национальной сборной Болгарии, побывала на домашнем чемпионате мира в Софии и выиграла там бронзовую медаль в двойках на дистанции 500 метров. Год спустя выступила на мировом первенстве в югославском Белграде, где в четвёрках стала серебряной призёршей на пятистах метрах. Благодаря череде удачных выступлений удостоилась права защищать честь страны на летних Олимпийских играх 1980 года в Москве — в полукилометровой гонке одиночек завоевала серебряную награду, уступив в финале только знаменитой немке Биргит Фишер.
В 1983 году Гешева съездила на чемпионат мира в финский Тампере, откуда привезла ещё одну награду серебряного достоинства, выигранную в одиночках на пятистах метрах. Рассчитывала принять участие в Олимпиаде 1984 года в Лос-Анджелесе, однако страны социалистического лагеря по политическим причинам бойкотировали эти соревнования, и её выступление там не состоялось. На мировом первенстве 1986 года в Монреале она стала чемпионкой среди одиночек и бронзовой призёркой среди четвёрок. 
Будучи в числе лидеров национальной сборной Болгарии, успешно прошла квалификацию на Олимпийские игры 1988 года в Сеуле. Участвовала здесь во всех трёх женских дисциплинах и во всех трёх попала в число призёров: с четырёхместным экипажем, куда также вошли гребчихи Борислава Иванова, Диана Палийска и Огняна Петрова, получила бронзу; в двойке с Палийской взяла серебро; а в одиночках сенсационно одолела всех соперниц, в том числе оставила позади Биргит Фишер, опередив её на 0,12 секунды. Таким образом, стала первой спортсменкой в истории болгарского спорта, кому удалось увезти с Олимпийских игр три медали разного достоинства.
После завершения спортивной карьеры Ваня Гешева-Цветкова работала инспектором детской педагогики в Министерстве внутренних дел Болгарии. Председатель спортивного клуба каноэ «Левски». Член совета Болгарской федерации каноэ, председатель Болгарской ассоциации олимпийских спортсменов, член Исполнительного бюро Олимпийского комитета Болгарии.